# Pera ercolina
Ercolina, Ercolini o Hercolini è una cultivar di pere italiana prodotta principalmente in Francia e Spagna.
Di pezzatura media, tra le dimensioni della varietà San Giovanni e la Limonera. 
Ha colore giallo con zone rosate. La polpa è dolce e molto succosa.
Il periodo di raccolta è luglio.

## Pere di Jumilla
Di questa varietà sono particolarmente note le pere di Jumilla, in Murcia, riconosciute come pere spagnole D.O.P.